# Maison de la culture Janine-Sutto

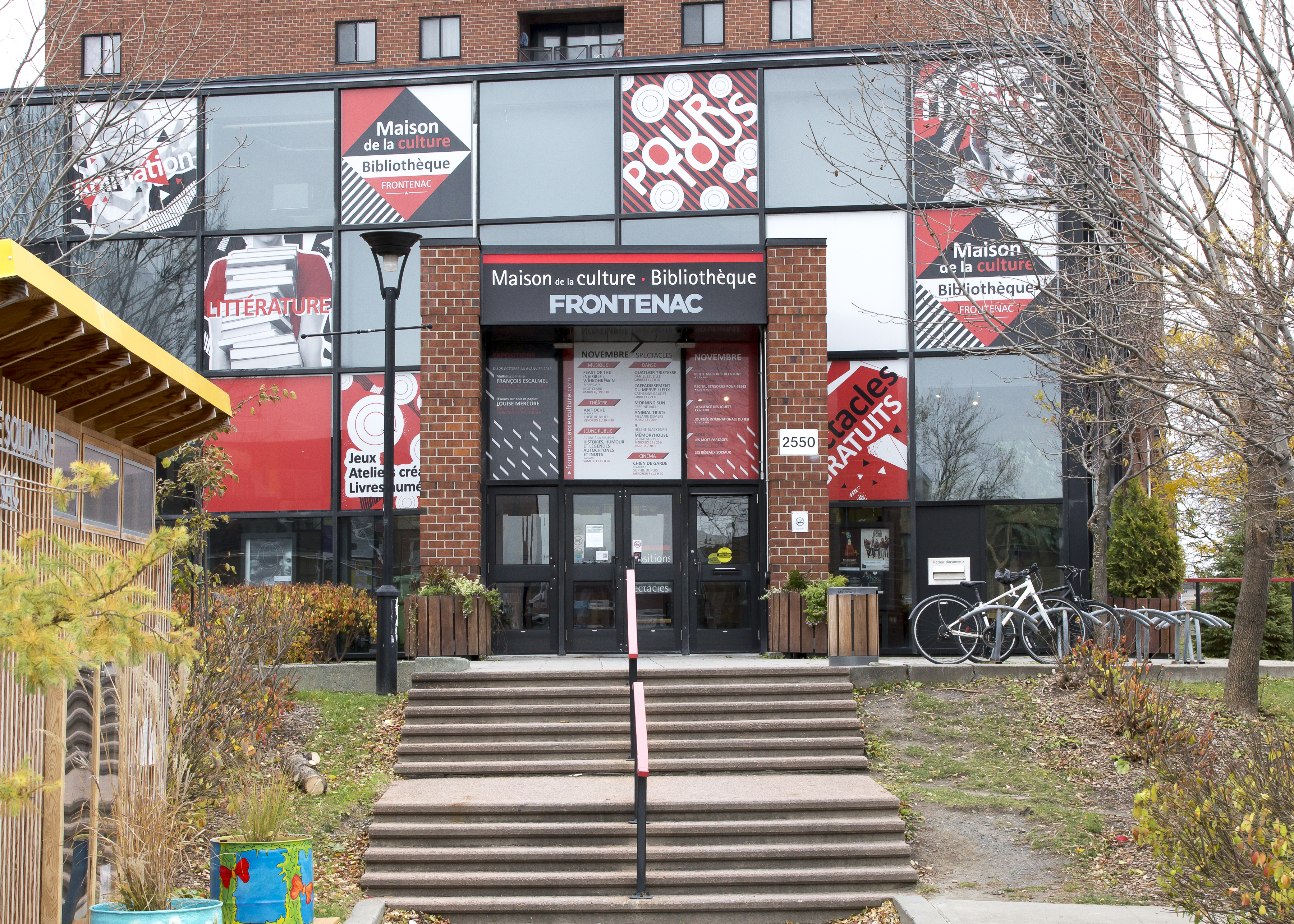
Maison de la culture Janine-Sutto, 2018

La maison de la culture Janine-Sutto, anciennement nommée maison de la culture Frontenac, est l'une des maisons de la culture de Montréal. Elle est un service géré par la Ville de Montréal dont la principale mission est d’assurer la diffusion d’événements culturels gratuitement, ou moyennant des coûts minimes, à la population.
Inaugurée en 1989, elle est située au 2550, rue Ontario est (à l'angle de la rue Frontenac) dans le quarter Centre-Sud de l'arrondissement Ville-Marie. C'est le 19 novembre 2018 qu'elle prend le nom de la grande comédienne Janine Sutto, afin d'honorer sa mémoire et son apport culturel inestimable.
Avec ses spectacles multidisciplinaires présentés chaque année, ses expositions de haut calibre, ses résidences d'artistes et ses projets de médiations culturelles, la maison de la culture Janine-Sutto est reconnue comme étant l'un des fleurons du réseau Accès culture de la Ville de Montréal.

## Installations et événements
La maison de la culture Janine-Sutto partage son bâtiment avec la bibliothèque Frontenac, qui est située au deuxième étage. Elle offre des activités culturelles en arts visuels et en arts d’interprétation, le tout gratuitement ou à des coûts minimes. Située tout juste derrière le métro Frontenac, elle est facilement accessible en transport en commun. Elle se caractérise dans le réseau des maisons de la culture par la qualité de ses équipements : une salle de spectacle de 300 places, deux studios d’exposition totalisant approximativement 550 mètres carrés et un hall d’entrée pouvant accueillir des événements spéciaux et des expositions.
En 2019, de janvier à septembre, la maison de la culture Janine-Sutto ferma sa salle de spectacle pour des travaux de rafraîchissement. Les sièges seront changés, la régie sera améliorée et d'autres améliorations y seront apportées, notamment en termes d'accessibilité universelle, pour faciliter l'accès au spectateurs en fauteuil roulant, mais aussi pour les artistes à mobilité réduite. Pendant cette période, des spectacles seront présentés dans l'une des salles d'exposition. 
La Maison de la culture Janine-Sutto présente annuellement plus de 150 événements : spectacles, concerts, conférences et expositions en ayant toujours le souci d’un accueil chaleureux